# Eir

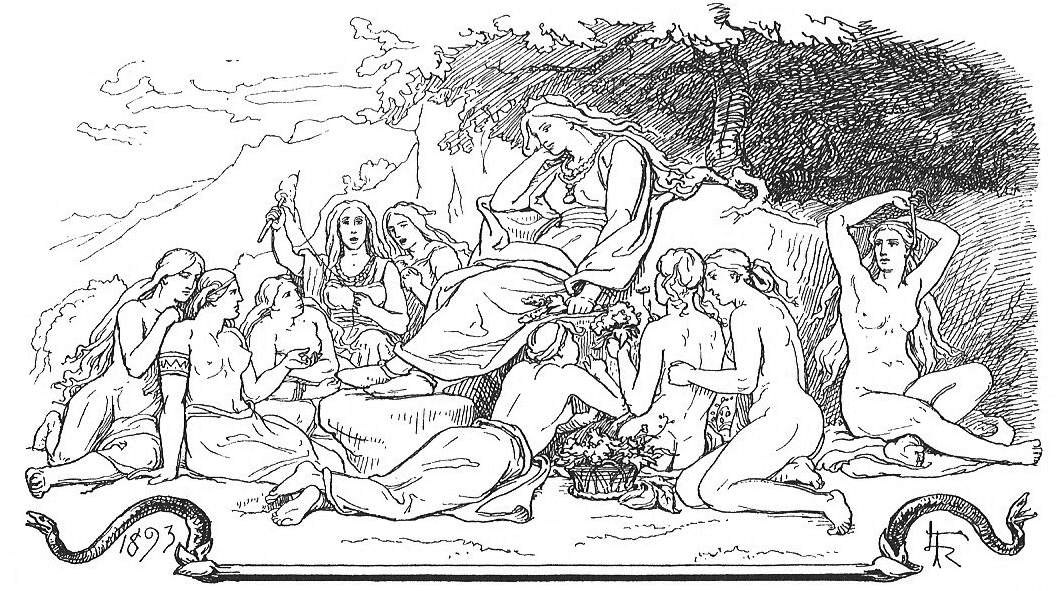
Menglöð sentado com as nove donzelas, incluindo Eir, em Lyfjaberg (1893) por Lorenz Frölich.

Na mitologia nórdica, Eir (nórdico antigo "ajuda, misericórdia") é uma deusa e/ou valquíria associada a competências medicinais. Eir é mencionada na Edda poética, compilada no século XIII a partir de antigas fontes tradicionais; na Edda em prosa, escrita no século XIII por  Snorri Sturluson; e na poesia escáldica, incluindo as inscrições rúnicas de Bergen, Noruega a cerca de 1300. Estudiosos têm especulado sobre se estas três fontes se referem ou não à mesma figura, questionando se Eir pode ou não ter sido originalmente uma deusa da cura e/ou uma valquíria. Outrossim, Eir tem sido teorizada como uma forma da deusa Frigg e tem sido comparada com a deusa grega Hígia (Hygieia).

## Edda poética
No poema Fjölsvinnsmál, Fjölsviðr encontra-se uma lista de donzelas que servem a Menglöð — entre elas Eir —, e relata que todas se encontram sentadas na colina Lyfjaberg (em nórdico antigo, «colina da cura» ou «montanha da cura». A seguir, o dialogo entre o herói Svipdagr e Fjölsviðr que menciona Eir:

| Tradução de Henry Adams Bellows: Svipdag diz: "Agora responda, Fjolsvith, à pergunta que te faço, A verdade que deveria saber agora: Que donzelas são as que sobre os joelhos de Mengloth Estão sentadas tão complacentes e próximas?" Falda de Fjolsvith: «Hlif é o nome de uma, Hlifthrasa de outra, Thjothvara chamam à terceira; Bjort e Bleik, Blith e Frith, Eir e Aurboða.» | Tradução de Benjamin Thorpe: Vindkald. Diz-me, Fiolsvith! etc., Como se chamam estas donzelas, que se sentam sobre os joelhos de Menglod juntas em harmonia? Fiolsvith. Hlif chama-se a primera, a segunda Hlifthursa, a terceira Thiodvarta, Biort e Blid, Blidr, Frid, Eir e Orboda. |  |

Após o dialogo, Svipdagr pergunta se estas donzelas ajudariam se celebrassem blóts em seu favor. Fjölsviðr responde afirmativamente a Svipdagr:

| Fjolsvith: «Pronta ajuda a todos os que oferendas dão Nos elevados altares sagrados; E se perigo eles veem para os filhos dos homens, Então todos os dias do mal eles guardam.» | Fiolsvith. A cada verão que os homens lhes oferecem, no lugar sagrado, nenhuma grande peste chegará aos filhos dos homens, pois estarão livres de perigo. |  |

## Edda prosaica
Em Gylfaginning (35), a figura de Hár fornece breves descrições de 16 ásynjur. Hár cita Eira como sendo a terceira e menciona que «é uma excelente médica». No capítulo 75 do livro Skáldskaparmál da Edda em prosa, Eir áparece numa lista de nomes de valquírias, mas não é relatada como uma das ásynjur no mesmo capítulo.

## Poesía escáldica e inscripciones rúnicas
Na poesia escáldica, o nome Eira é frequentemente usado como kenning para as mulheres. Um exemplo é Eir aura («Eira das riquezas»), que aparece na Saga de Gísla Súrssonar. Este mesmo nome é empregue de igual modo na obra dos poetas do século X Kormákr Ögmundarson e Alfredo, o Poeta Perturbado.
Eira aparece também nas inscrições rúnicas de Bryggen, escritas sobre uma vara em Bergen, Noruega que remonta à década de 1300. A vara insculpe uma transação mercantil seguido de um verso de um escriba descontente:

Sensata Vár do fio [«mulher de filigranas», que significa «sábia mulher enjoiada»] faz (-me) manter sentado infeliz.
Eir [mulher] do chão de cavalas [como que ouro] consomem amiúde o sono de mim.

Mindy Macleod e Bernard Mees postulam que a inscrição significa «as mulheres tornam-me miserável» ou possivelmente «o casamento torna-me miserável», enquanto que a segunda linha significa que «a mulheres tiram-me o sono».
O nome é frequentemente utilizado como kenning para as mulheres nas rímur poéticas.